# 伊藤勲 (経営者)
伊藤 勲（いとう いさお、1944年 - ）は、日本の経営者。株式会社イトゥビル取締役社長。

## 経歴・人物
1944年、兵庫県神戸市生まれ。1967年、慶応義塾大学経済学部卒業。1970年、伊藤忠商事入社。2000年、同社退職。1994年、イトゥビル取締役社長。2000年、伊藤忠兵衛基金理事長、大阪ロータリークラブ入会。2003年、甲南学園甲南小学校理事長。
曾祖父は伊藤忠商事・丸紅創業者の初代伊藤忠兵衛。祖父・2代目忠兵衛、父・恭一、勲と3代にわたり伊藤忠商事会長を務める。母方の祖父は陸軍大将の本郷房太郎である。

## 家族・親族

### 伊藤家
（滋賀県犬上郡豊郷町）
- 祖父・忠兵衛 (2代)[3]（実業家）

1886年（明治19年）6月生 - 1973年（昭和48年）5月没
- 祖母・千代（奈良、永田藤兵衛の長女）[3]
- 父・恭一（実業家）

1914年（大正3年）5月生 - 1994年（平成6年）8月没
- 母・周子（陸軍大将・本郷房太郎の三女）[3]
- 妻・啓子（足立龍雄の二女、元日本商工会議所会頭、王子製紙社長・足立正の孫）[3]